# Pennant Hills
Pennant Hills är en del av en befolkad plats i Australien. Den ligger i kommunen Hornsby Shire och delstaten New South Wales, i den sydöstra delen av landet, omkring 19 kilometer nordväst om delstatshuvudstaden Sydney. Antalet invånare är 6 830.
Runt Pennant Hills är det mycket tätbefolkat, med 1 463 invånare per kvadratkilometer.. Närmaste större samhälle är Sydney, omkring 19 kilometer sydost om Pennant Hills. 
Runt Pennant Hills är det i huvudsak tätbebyggt. Genomsnittlig årsnederbörd är 1 380 millimeter. Den regnigaste månaden är februari, med i genomsnitt 200 mm nederbörd, och den torraste är juli, med 36 mm nederbörd.